# Triangelfilm

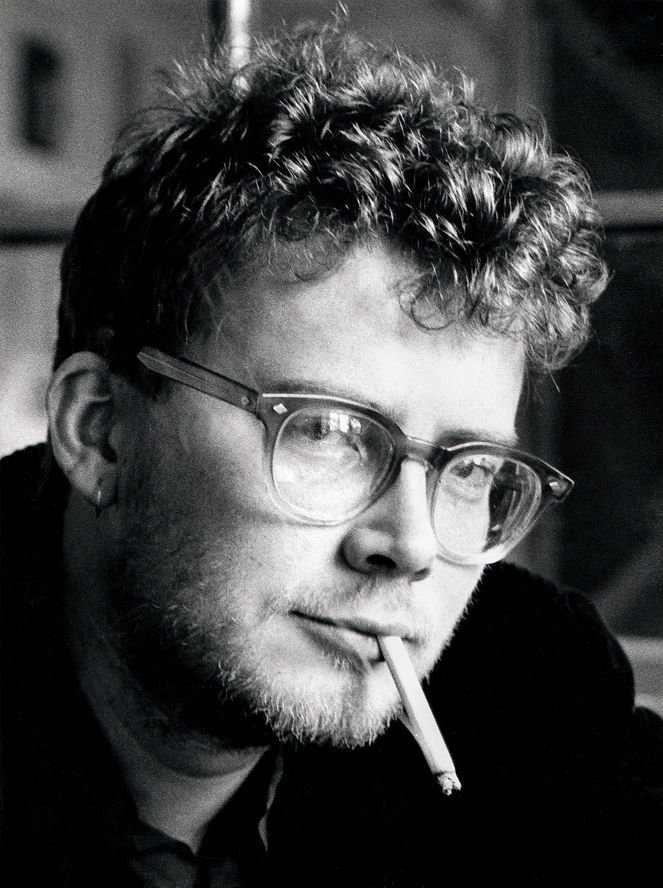
Mattias Nohrborg 1986. Folkets Bios dåvarande filmimportör.

Filmbolaget Triangelfilm grundades 1988 av Mattias Nohrborg och Björn Ringdahl. Det var länge en filmdistributör av så kallade smala filmer och ägare av biograferna Spegeln i Malmö, Sture i Stockholm och Röda Kvarn i Helsingborg. Under 2005 köpte de tillsammans med Atlantic Film och S/S Fladen Film AB upp Sandrews Metronomes biografer i Sverige, och bildade biografkedjan Astoria Cinemas. Triangelfilm var ett medlemsföretag i Svenska Antipiratbyrån.
Den 22 maj 2007 begärdes bolaget i konkurs. Triangelfilms verkställande direktör Mattias Nohrborg hade flera förklaringar till det som har hänt – ökad konkurrens, explosionen av filmkanaler under 90-talet, dyrare filmer och en mer komplicerad rättighetshantering i samband med inköp.
Triangelfilm var bland annat svensk distributör av de animerade långfilmerna från Studio Ghibli. Efter Triangelfilms upphörande tog PAN Vision över det avtalet. I samband med att PAN Vision 2011 sålde delar av sin verksamhet till video- och filmdistributören Scanbox Entertainment, var det osäkert vilka som skulle ta hand om det här avtalet. Uppe på vallmokullen distribuerades dock på bio av TriArt Film och på DVD (2012/2013) av Noble Entertainment i samarbete med Triart Film.
Mattias Nohrborg är son till skådespelaren Kaj Nohrborg.

## Nytt bolag
2010 startade Mattias Nohrborg filmdistributionsbolaget Triart Film (TriArt Film AB), tillsammans med andra från tidigare Triangelfilm.